# Pablo Luna
Pablo Luna Gamio (* 15. April 1959 in Mexiko-Stadt) ist ein mexikanischer Fußballtrainer und ehemaliger -spieler auf der Position eines Verteidigers. 

## Laufbahn
Als Spieler stand Luna fast eine Dekade bei seinem „Heimatverein“ UNAM Pumas unter Vertrag, mit dem er 1981 die mexikanische Fußballmeisterschaft und die Copa Interamericana sowie zweimal (1980 und 1982) den CONCACAF Champions’ Cup gewann. Danach spielte er noch für Necaxa und Atlético Potosino, bevor er seine aktive Laufbahn in der Saison 1990/91 bei den Cobras Ciudad Juárez beendete.
Anschließend begann er eine Tätigkeit als Trainer und war unter anderem in der Rolle des Cheftrainers für  Deportivo Toluca und deren Farmteam Atlético Mexiquense (2005), Tiburones Rojos Veracruz (2008) und Alacranes de Durango (2010–2011) verantwortlich.

## Erfolge
- Mexikanischer Meister: 1981
- CONCACAF Champions’ Cup: 1980 und 1982
- Copa Interamericana: 1981